# Scoria (đá)

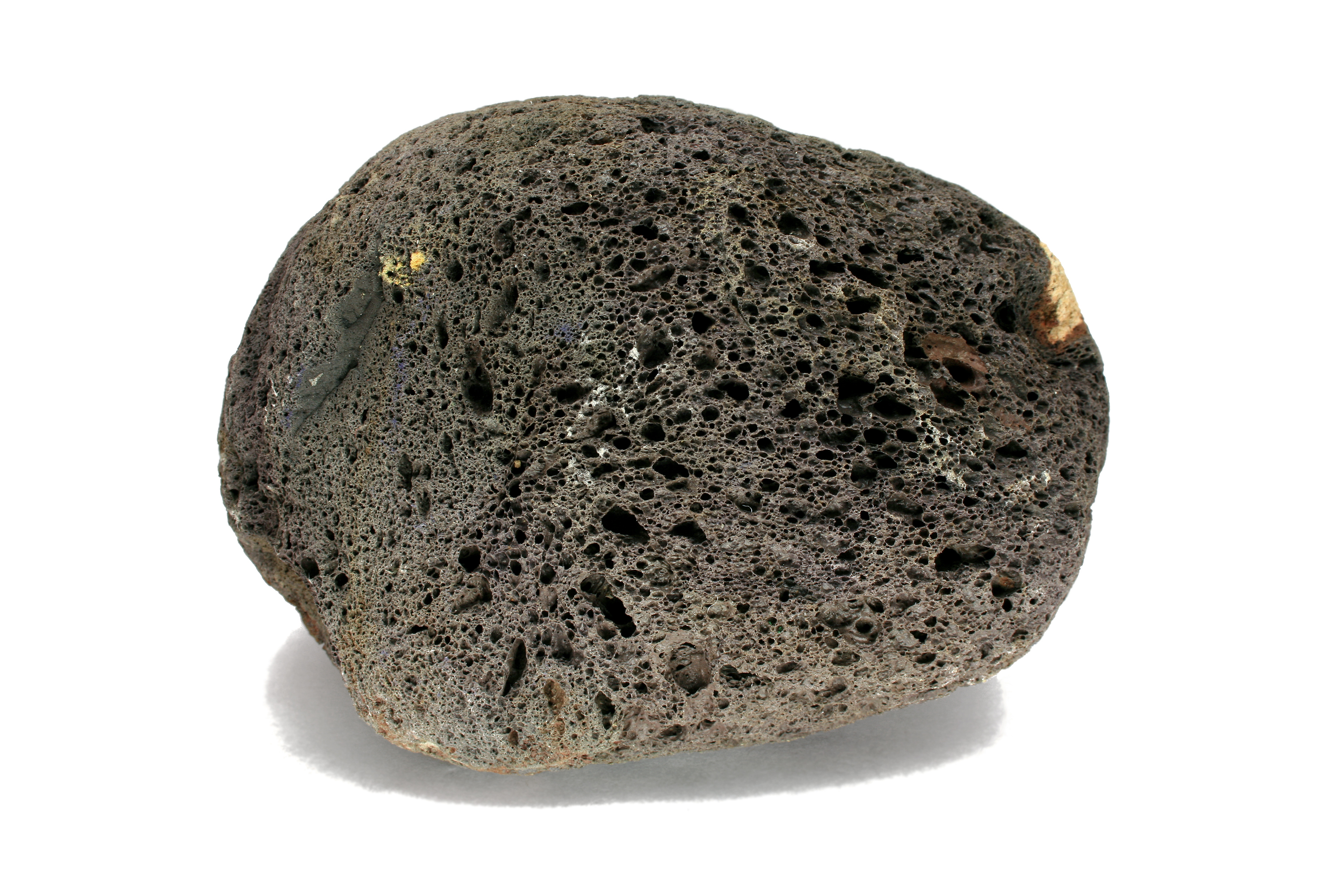
Scoria

Scoria có nhiều lỗ hổng, là đá núi lửa tối màu có thể có hoặc không chứa chứa ban tinh (phenocrysts). Cấu tạo của nó có tính bazan hoặc andesit. Scoria có khối lượng riêng tương đối thấp có số lượng lớn lỗ hổng hình ê líp, nhưng ngược lại với đá bọt, tất cả đá scoria có trọng lượng riêng lớn hơn 1, và chìm trong nước. Các lỗ hổng hình thành khi khí được hòa tan trong dung nham đi ra khỏi dung dịch trong quá trình phun trào, tạo ra bong bóng trong đá tan chảy, một phần của nó được làm lạnh tại chỗ khi đá nguội và rắn lại. Scoria có thể hình thành như là một phần của một dòng dung nham, thường ở gần bề mặt của nó, hoặc trong các mảnh vỡ bắn ra (lapilli, các khối), ví dụ trong các vụ phun trào Strombolian tạo thành các gò núi lửa dốc. Hầu hết các scoria gồm các mảnh thủy tinh, và có thể chứa ban tinh. Từ scoria xuất phát từ tiếng Hy Lạp σκωρία, skōria, rỉ sét. Một tên cũ cho scoria là cinder.

## So sánh
Scoria khác với đá bọt, một loại đá núi lửa có lỗ hổng khác. Scoria có lỗ hổng lớn hơn và tường lỗ hổng dày hơn, do đó nó đặc hơn. Sự khác biệt có lẽ là kết quả của độ nhớt macma thấp, sự khuếch tán nhanh chóng, bong bóng phát triển, sự kết dính.

## Hình thành
Khi sự gia tăng macma gặp phải áp suất thấp hơn, khí hoà tan có thể hình thành các túi bọt. Một số túi bọt nhỏ bị mắc kẹt khi magma đang nguội dần và rắn lại. Những túi bọt thường nhỏ, hình cầu và không chạm vào nhau; thay vào đó chúng mở thông với nhau bằng một chút biến dạng
Gò núi lửa scoria có thể được bỏ lại sau khi phun trào, thường hình thành núi với một miệng núi lửa ở đỉnh. Một ví dụ là Maungarei ở New Zealand, và Te Tatua-a-Riukiuta ở phía nam thành phố đó đã được khai thác vật liệu rộng rãi. Quincan, một dạng độc đáo của scoria, được khai thác tại núi Quincan trong Nam Queensland, Úc.

## Sử dụng

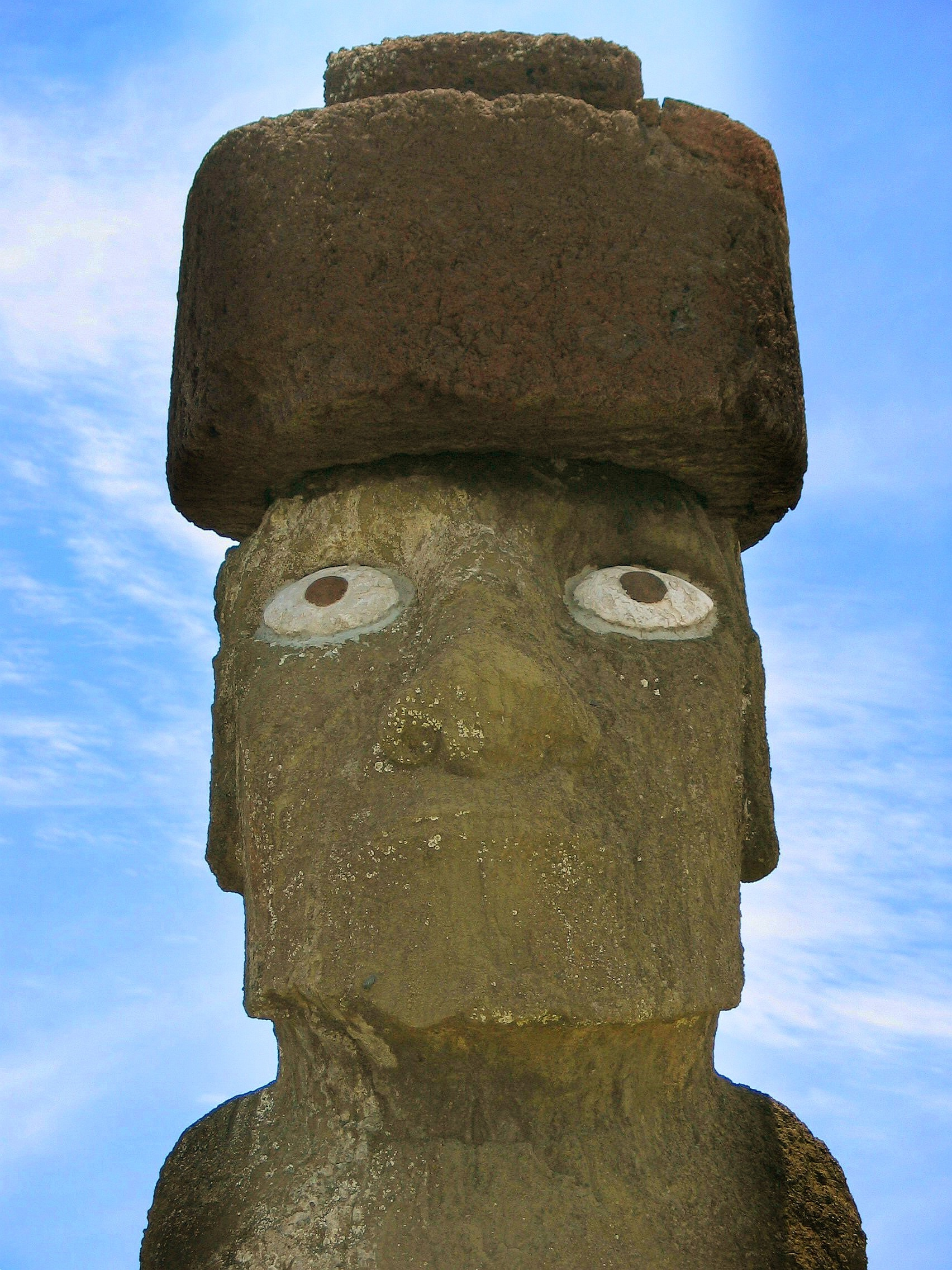
Moai bằng đá tuff với mũ pukao bằng scoria đỏ trên đầu nó

Scoria có một số đặc điểm hữu ích. Nó hơi xốp, có diện tích bề mặt lớn và sức mạnh ở trọng lượng của nó, và thường có màu sắc nổi bật. Scoria thường được sử dụng trong các công trình cảnh quan và hệ thống thoát nước. Nó cũng thường được sử dụng trong lò nướng BBQ.
Scoria có thể được sử dụng để cách nhiệt.
Scoria được sử dụng ở các giếng dầu để hạn chế vấn đề về bùn với lưu lượng xe tải nặng.
Mỏ đá Puna Pau ở đảo Rapa Nui/Đảo Phục Sinh là nguồn gốc của scoria màu đỏ mà người Rapanui sử dụng để khắc pukao cho bức tượng moai đặc biệt của họ.
Nó cũng được sử dụng để hỗ trợ lực kéo trên đường bị băng và tuyết bao phủ.

## Ảnh

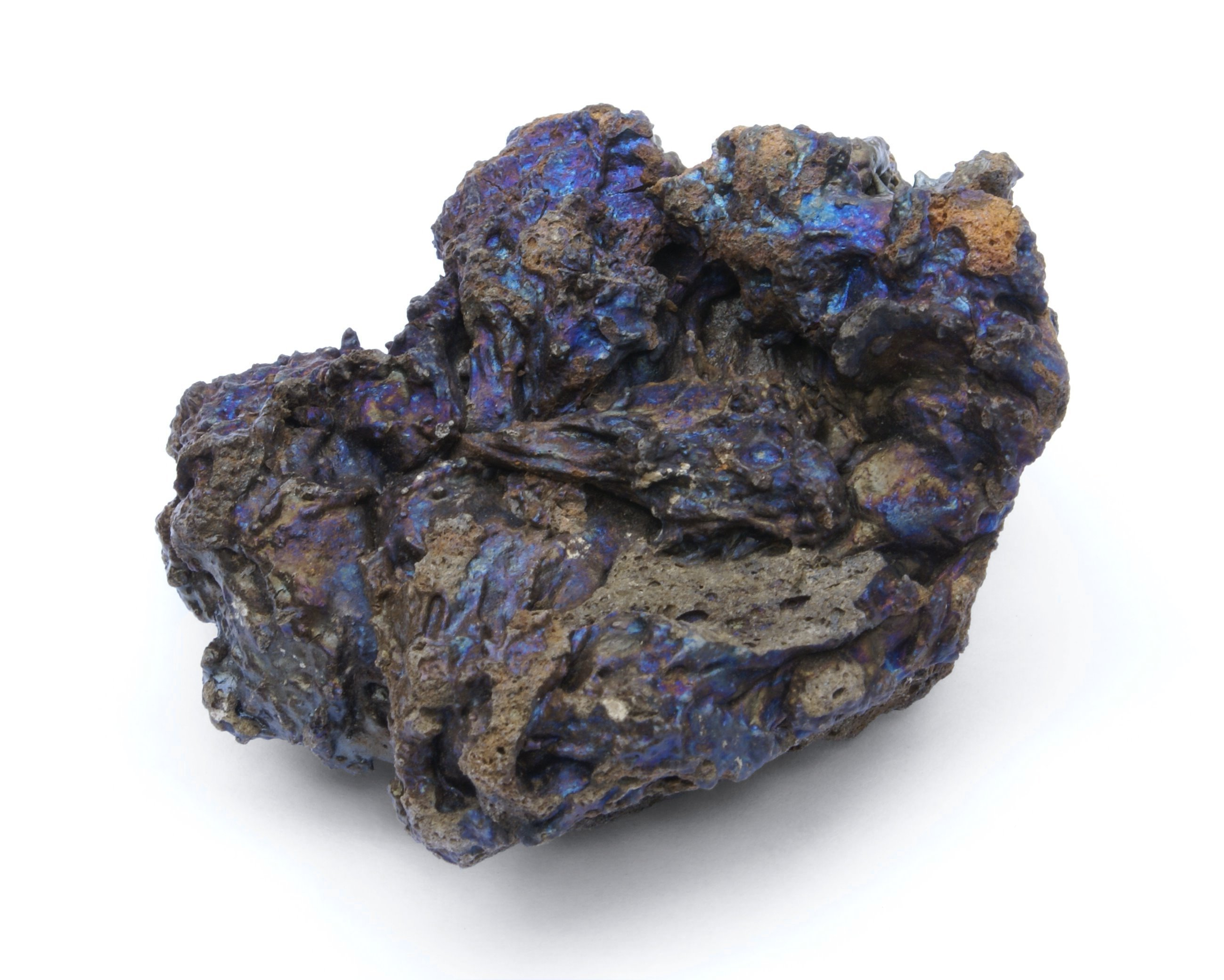
scoria đôi khi có ánh màu xanh trên bề mặt của nó.
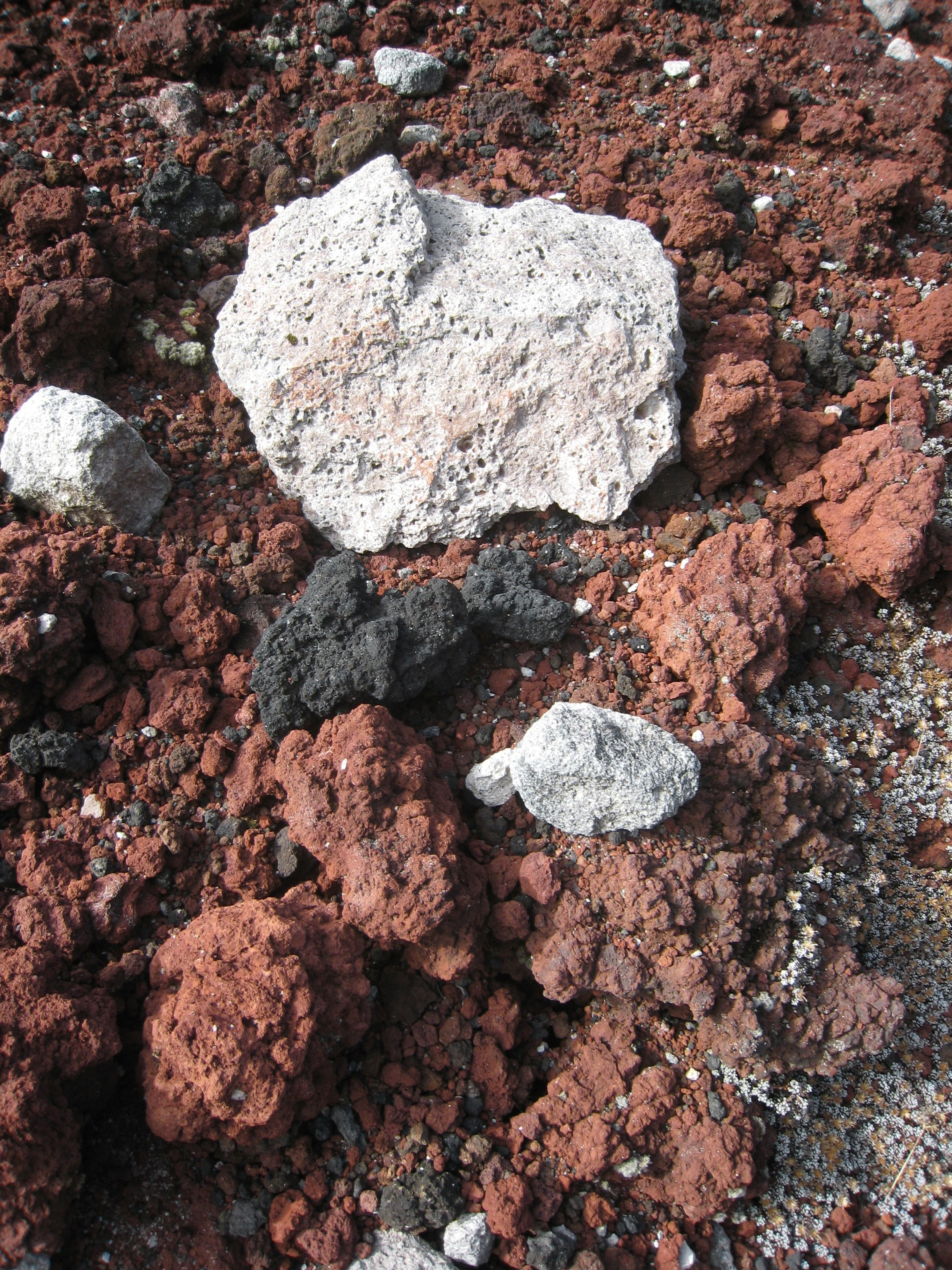
Scoria nhiều màu sắc khác nhau tồn tại trên núi Tarawera, từ vụ phun trào năm 1886.
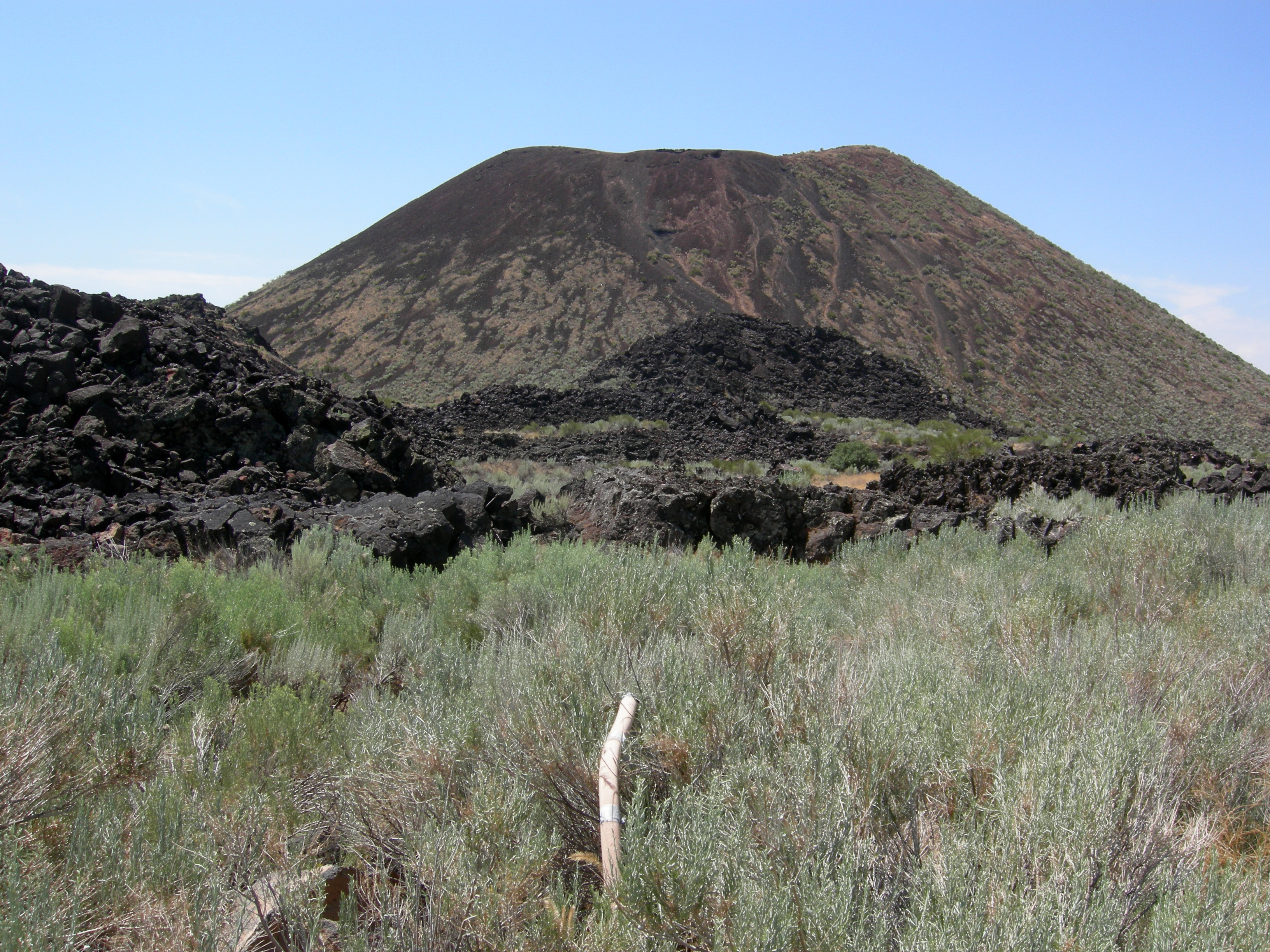
núi lửa Holocen tạo ra scoria gần Veyo, Utah
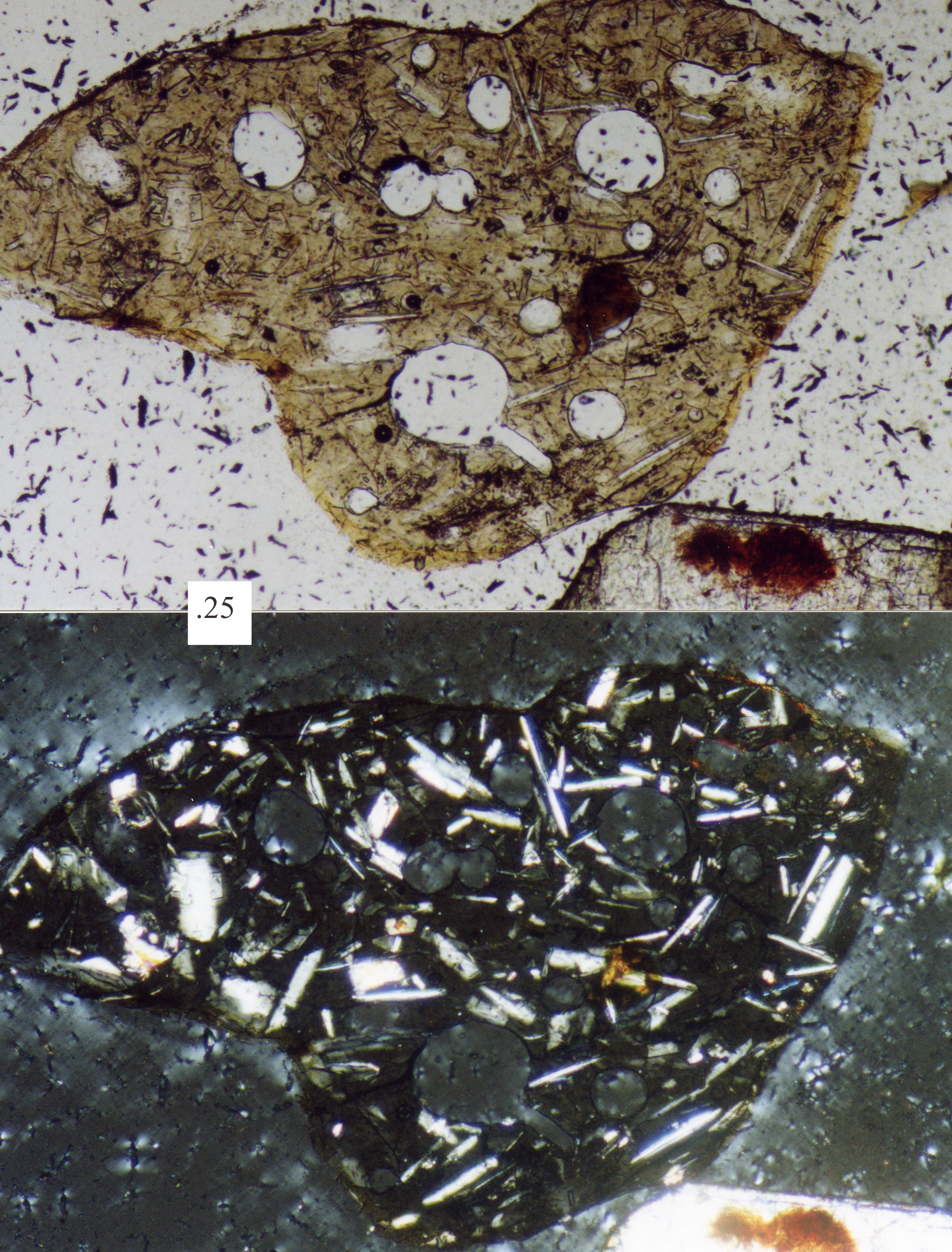
Ảnh hiển vi của một mảnh vụn (hạt sạn) đá scoria; hình ảnh trên là ánh sáng phân cực phẳng, hình ảnh phía dưới là ánh sáng phân cực chéo, kích thước hộp ở giữa là 0,25 mm.